# Carreg Samson

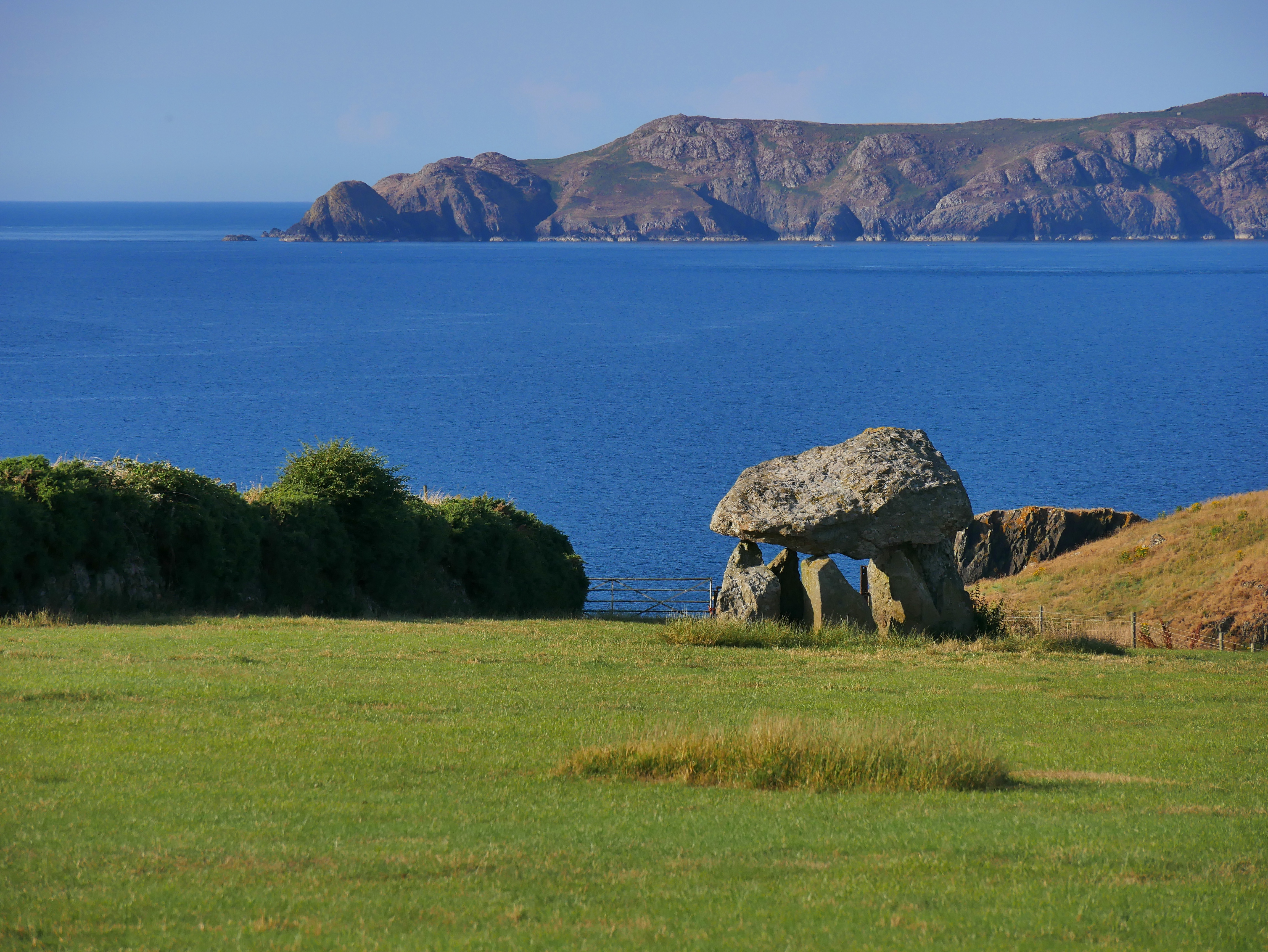
Carreg Samson

Der Dolmen Carreg Samson (auch Carreg Sampson, Samson's Stone, oder Longhouse genannt) liegt über der Bucht von Abercastle, bei Fishguard in Pembrokeshire in Wales. Carreg Samson ist auch der Alternativname des nahen Carn Wnda. 
Der etwa 4,5 m lange und 2,7 m breite Deckstein ruht auf dreien der sieben aufrechten Tragsteine. Die gesamte Struktur wurde einst von einem Erd- oder Steinhügel bedeckt. Zu Beginn des 20. Jahrhunderts wurden die seitlichen Lücken zwischen den Steinen blockiert um den Dolmen der ein Quoit sein könnte, als Schafstall zu verwenden.
Carreg Samson ist ein Scheduled Monument.
In der Nähe befinden sich Portalgräber wie:
- Devil’s Quoit (St Columb Major)
- King’s Quoit
- Carreg Coetan Arthur

Es wurde die Frage aufgeworfen, ob Carreg Samson ein Passage tomb war, aber es wurden keine Spuren eines Ganges vor dem Zugang der Kammer gefunden.
Die Verbindung zu Samson stammt von der Legende, dass St Samson den Deckstein mit einem Finger aufgelegt hat.
In der Nähe liegt das eisenzeitliche Promontory Fort Castell Coch (Abercastle).

Dolmen Carreg Samson
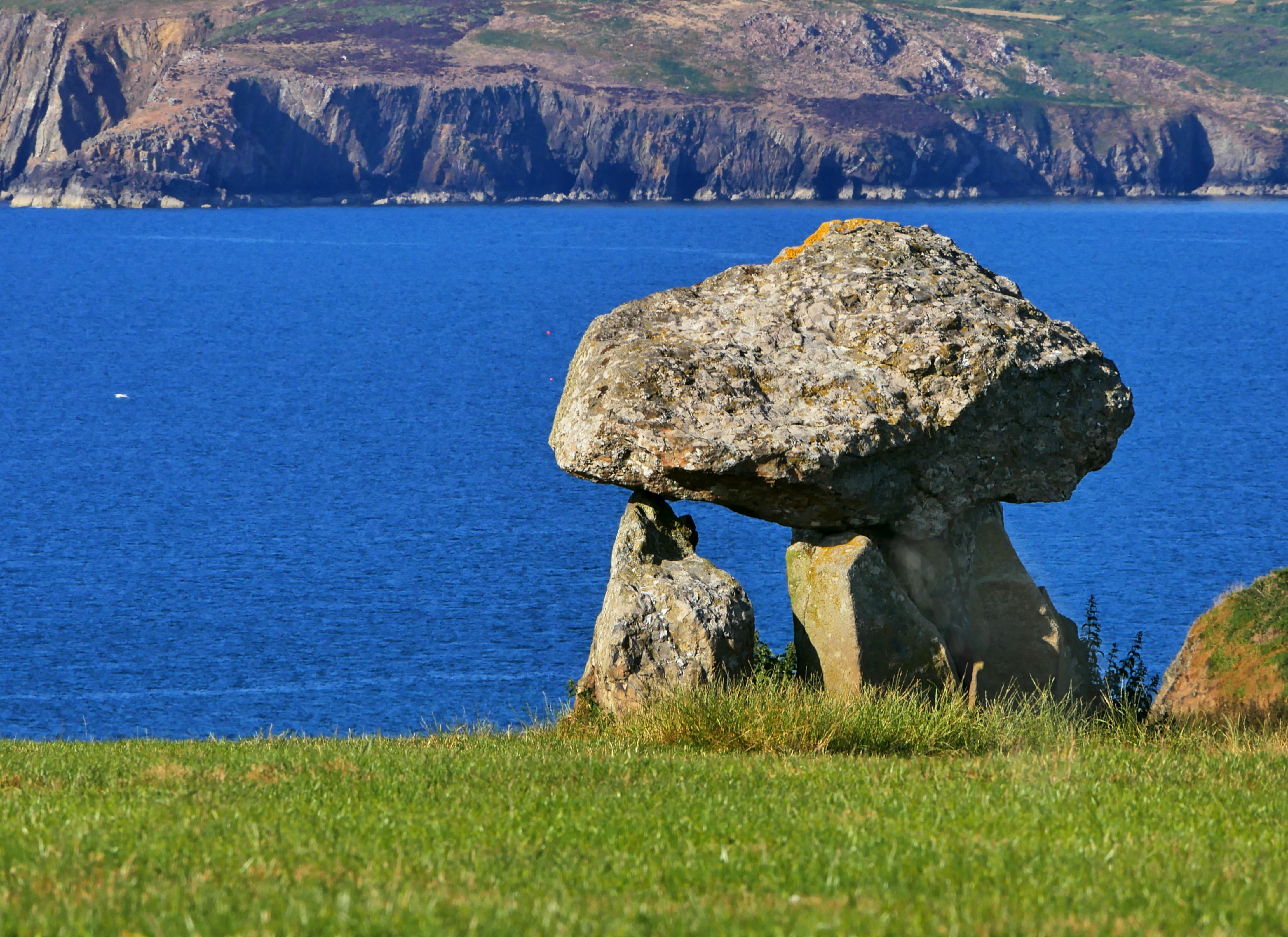
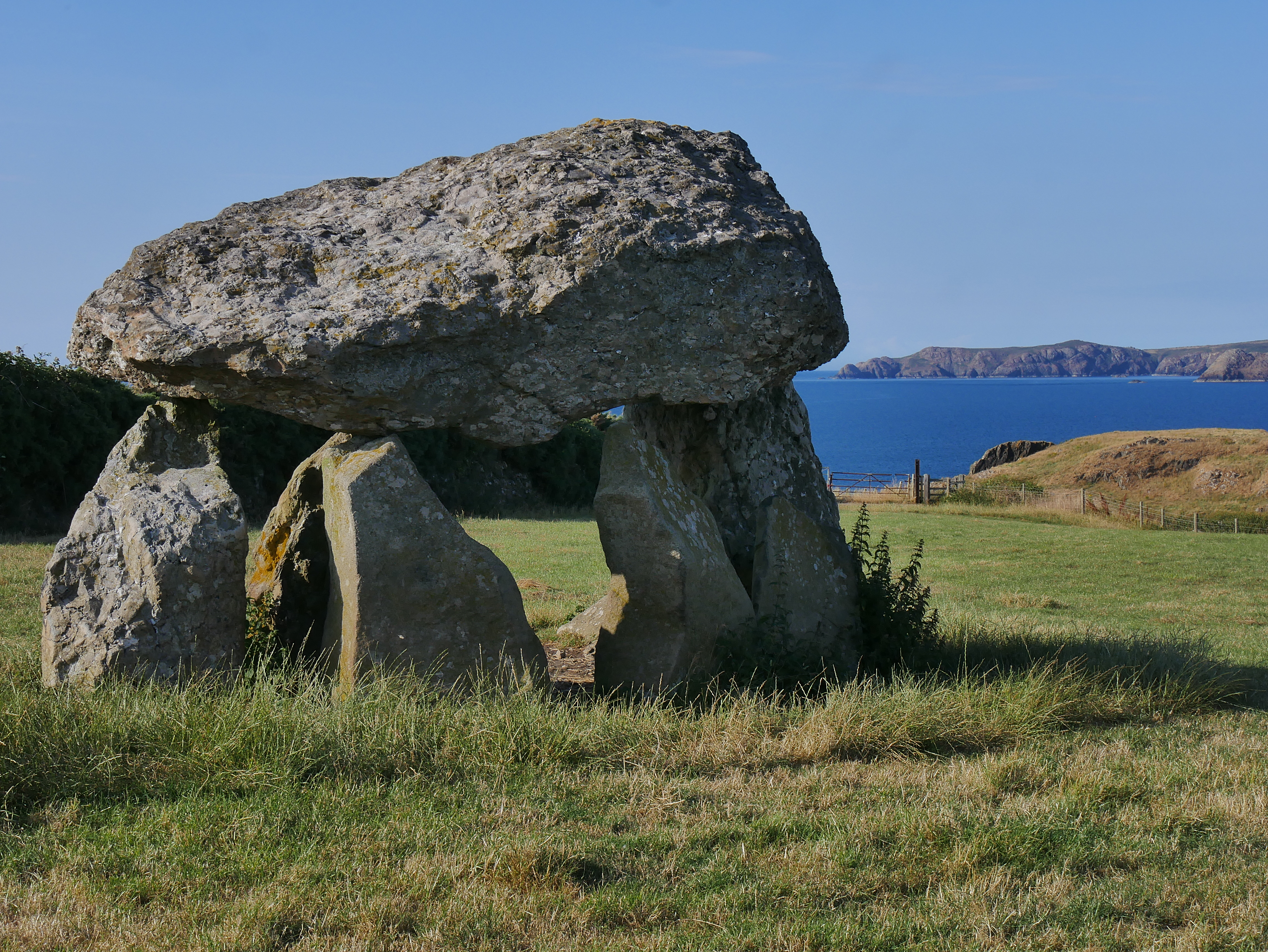
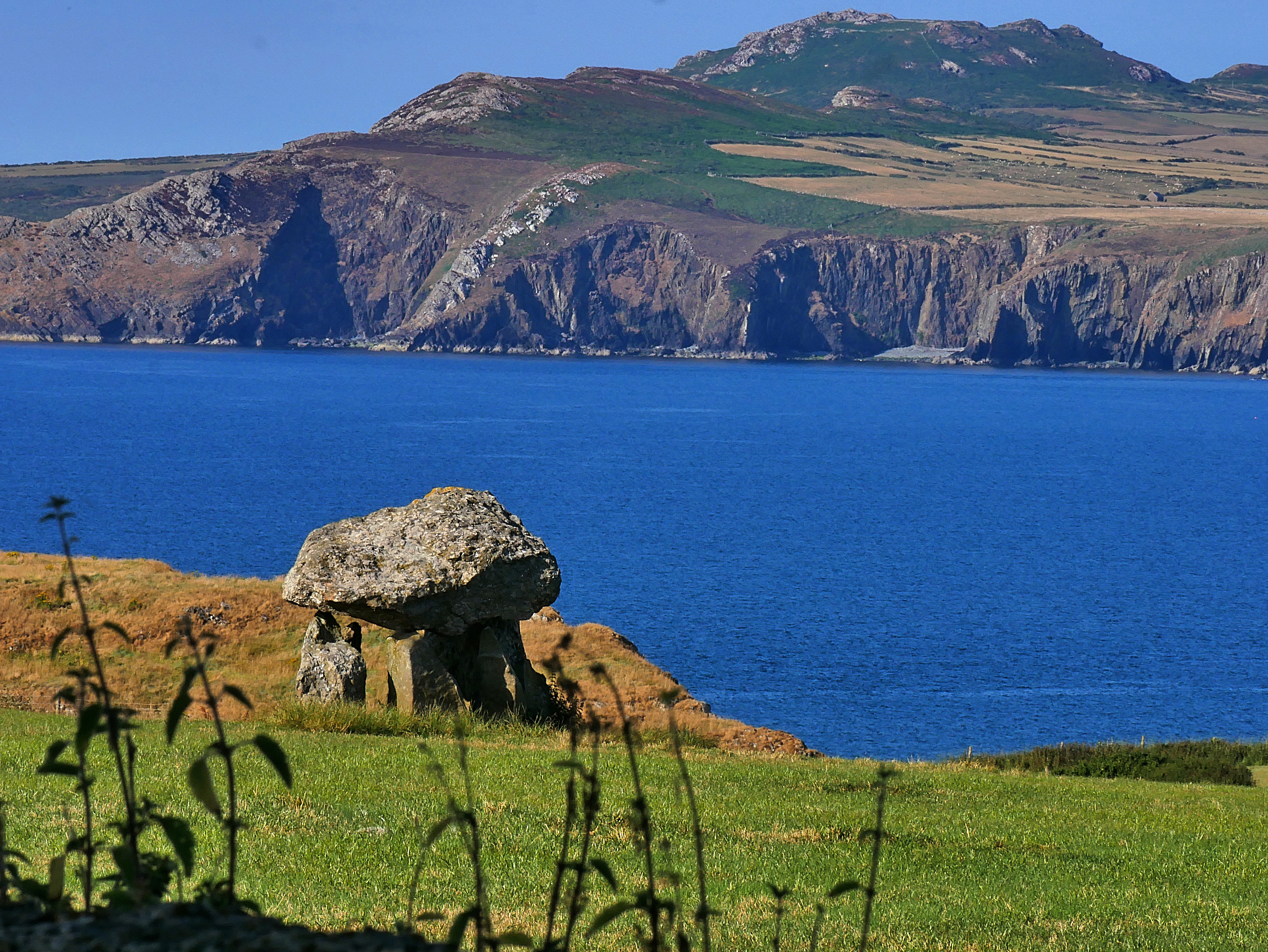
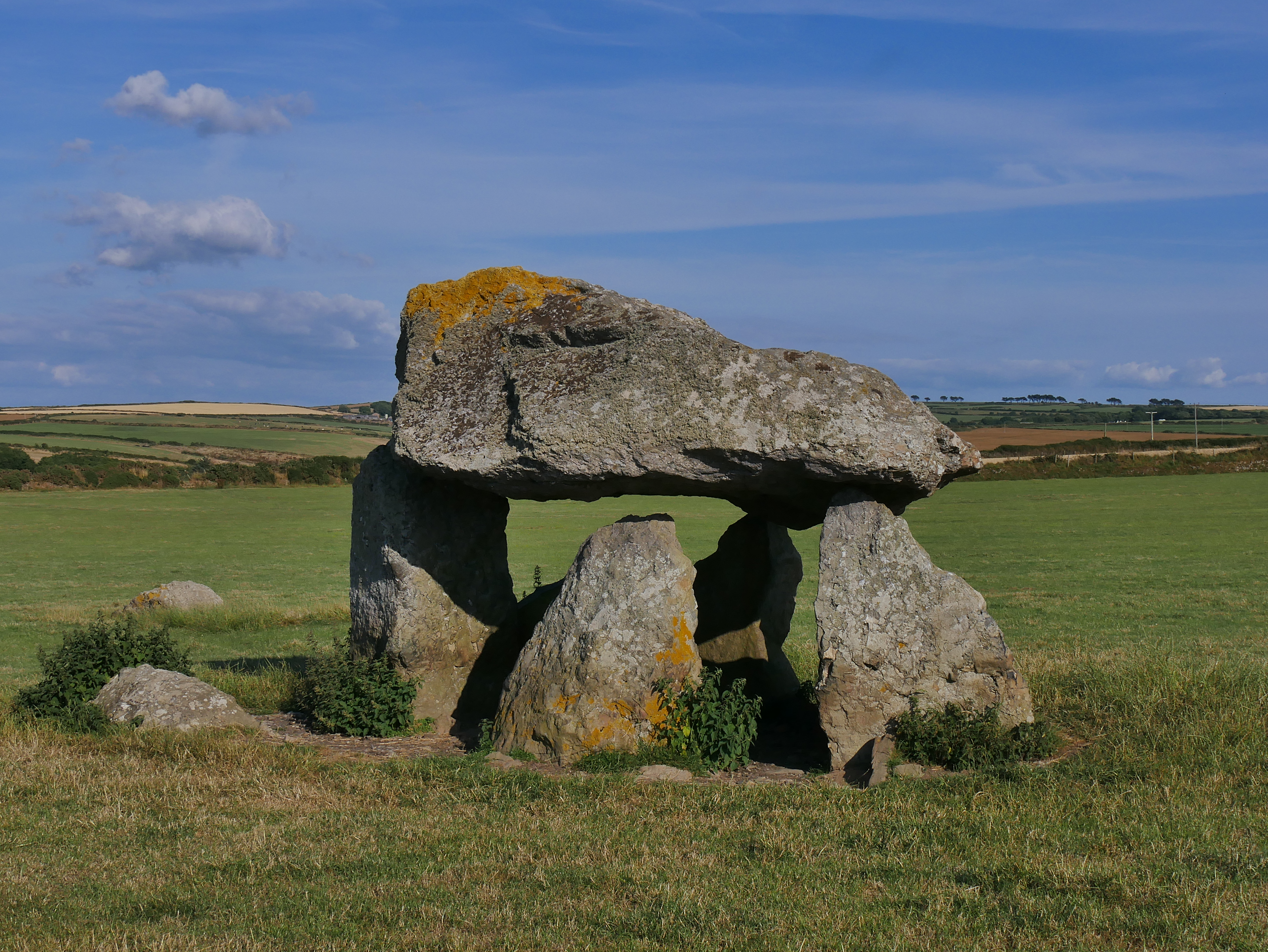